# 64 d'Andròmeda
64 d'Andròmeda (64 Andromedae) és una de les estrelles de la constel·lació d'Andròmeda. Amb un tipus espectral G8III, és una gegant de tipus G a aproximadament 419 anys llum de la Terra i posseeix una magnitud aparent de 5,19. Això significa que no és fàcil de veure a ull nu i que pot ser necessari l'ús d'un telescopi o d'uns binocles per poder observar-la.
Es calcula que aquesta estrella és de 350 milions d'anys amb una taxa de rotació insignificant, que mostra una velocitat de rotació projectada de 0,69 km/s. Té una mica més de 3 vegades la massa del sol i s'ha ampliat a 16 vegades el radi solar. 64 d'Andròmeda radia 136 vegades la lluminositat del sol de la seva ampliadora fotosfera a una temperatura efectiva de 4.944
Quant al feble triangle i context en què figura l'estrella vegeu 63 d'Andròmeda.